# Hans Müller (Publizist)
Hans Müller (* 22. Juli 1867 in Rostock; † 2. Oktober 1950 in Zürich) war ein sozialistischer Publizist, Wirtschaftstheoretiker und Vertreter der Konsumgenossenschaftsbewegung in der Schweiz.

## Leben
Sein Vater Wilhelm Müller war Gerbermeister in Rostock. Dort besuchte der Junge die Schule.
Ab 1888 studierte Hans Müller in Zürich Nationalökonomie. Dort hatte er Kontakt zu jungen linken Literaten wie Paul Kampffmeyer, Karl Henckell, Frank Wedekind und Gerhart Hauptmann im Ulrich-Hutten-Bund. In dieser Zeit war er auch mit Ricarda Huch befreundet. Später wechselte er zum Studium nach Bern.
1890 wurde Hans Müller zusammen mit Paul Kampffmeyer Chefredakteur der neuen sozialdemokratischen Tageszeitung Volksstimme in Magdeburg. Die beiden unterstützten in ihren Artikeln die oppositionellen „Jungen“ in der SPD um Bruno Wille und attackierten deshalb auch den Parteivorsitzenden August Bebel wegen dessen Versuchen, die Bewegung einzudämmen. Nach Bebels persönlichem Auftreten in Magdeburg im August 1890 traten beide von ihrem Redakteursposten zurück.
Hans Müller setzte sein Studium fort und promovierte 1893 in Genf zum Dr. phil. Anschließend engagierte er sich in der Schweizer Konsumgenossenschaftsbewegung. 1914 habilitierte er an der Universität Zürich. 
1921 wurde Hans Müller dort zum Titularprofessor berufen. Ab 1922 lehrte er in Jena an der Wirtschaftsschule in der Erwachsenenbildung. 1931 kehrte Hans Müller nach Zürich zurück, wo er wieder Titularprofessor bis 1933 wurde.
Hans Müller verfasste einige theoretische sozialistische Schriften, sowie Abhandlungen zur Konsumgenossenschaftsbewegung in der Schweiz. 1940/41 gehörte er zu den Mitverfassern der Migros-Genossenschaftsstatuten. Er war zweimal verheiratet.

## Publikationen (Auswahl)
- Der Mythus von der Begründung des Deutschen Reiches. Berlin 1890.
- Werth und Bedeutung politischer Demonstrationen. Festschrift zur Maifeier. Berlin 1892.
- Der Klassenkampf in der deutschen Sozialdemokratie. Zürich 1892
- Die schweizerischen Konsumgenossenschaften, ihre Entwicklung und ihre Resultate. Basel 1896. Auszüge
- Michail Bakunin. Der revolutionäre Anarchismus. Zürich 1919; Neudruck um 1980.
- Das Genossenschaftswesen und die Reform seines Rechts im demokratischen Staat. Zürich 1921.
- Das Prinzip der Genossenschaften und ihr Verhältnis zu den Gewerkschaften. Gera 1922.
- Geschichte der internationalen Genossenschaftsbewegung. Halberstadt, 1924.
- Von der liberalen zur sozialen Genossenschaftstheorie. Hamburg [1924].
- Die Einwirkung der Währung auf die privatrechtlichen Verhältnisse. Basel 1924.